# Смит, Кевин
Кевин Патрик Смит (англ. Kevin Patrick Smith; 2 августа 1970, Ред-Банк, Нью-Джерси) — американский киноактёр, кинорежиссёр, сценарист и продюсер, создатель кинокомпании View Askew Productions, продюсирующей все его фильмы, а также автор комиксов.
Действие всех, кроме последних двух, картин Смита происходит в его родном штате Нью-Джерси. Смит создал своеобразную вселенную View Askew, которая стала местом действия большинства фильмов. Фильмы также объединяет присутствие двух харизматичных персонажей — Джея и Молчаливого Боба (последнего играет сам Кевин Смит).

## Биография

### Юность
Смит родился в городке Ред-Банк в штате Нью-Джерси, он был младшим из трёх детей в семье почтового служащего Дональда Смита. Смит с детства увлёкся кино, а в школе был официальным оператором баскетбольной команды. Сильное впечатление на него произвёл малобюджетный фильм Ричарда Линклейтера «Халявщик», посмотрев его, он решил профессионально заниматься кино. В 1992 году Смит поступил в Ванкуверскую школу кино, но через четыре месяца был отчислен. Одним из однокурсников Смита в Ванкувере был Скотт Мосье, который стал Смиту близким другом, а впоследствии продюсировал большинство его работ.

### «Клерки» и «Лоботрясы»
Вернувшись в Нью-Джерси, Смит стал работать продавцом в супермаркете. Этот опыт в конце концов вдохновил его на создание фильма «Клерки». Бюджет чёрно-белого фильма, который составил всего 27 575 долларов, Смит собрал из собственных средств, для чего ему пришлось продать свою коллекцию комиксов. Чтобы свести затраты к минимуму, Смит пригласил на роли в фильме своих друзей и местных актёров-любителей и снимал по ночам в том же магазине, в котором работал днем.
«Клерки» были впервые показаны в 1994 году на кинофестивале «Санденс», где фильм привлёк внимание людей из кинокомпании «Miramax», которые купили права на него за 250 000 долларов. Первоначально фильм был запрещён к просмотру лицам моложе 17 лет (это был первый случай, когда такое ограничение было установлено исключительно из-за нецензурной лексики), но «Miramax» и Смит в суде добились перевода фильма в более «лёгкую» категорию. В итоге фильм, снятый за мизерную сумму, вышел в ограниченный прокат по всей стране, заработал свыше трёх миллионов долларов и добился признания среди поклонников независимого кино.
В 1995 году Смит снял по собственному сценарию фильм «Лоботрясы», второй фильм из так называемой «Джерсийской трилогии». В фильме изображены «трудовые будни» двух лоботрясов (Джейсон Ли и Джереми Лондон), которые целыми днями слоняются по гипермаркету. Также в фильме были заняты Шеннон Доэрти («Беверли-Хиллз, 90210») и тогда ещё неизвестный Бен Аффлек. Фильм уступал «Клеркам» и в итоге обернулся коммерческой неудачей; сборы составили 2,1 млн долларов.
«Клерки» стали первым фильмом действие которого происходит во вселенной View Askewniverse — вымышленное место между городками Леонардо и Ред-Банк в штате Нью-Джерси. Непосредственно во Вселенной View Askew разворачивается действие «Клерков», «Клерков 2»,  «Клерков 3», «Лоботрясов», ещё она так или иначе фигурирует в «Догме» и фильме «Джей и Молчаливый Боб наносят ответный удар», а действие «В погоне за Эми» происходит хотя и не во View Askewniverse, но всё равно в Нью-Джерси. Фильмы объединяет не только место действия: второстепенные персонажи, появившись однажды в одном из фильмов, могут вновь встретиться в другом.

### Коммерческий успех
В 1997 году Смит выпустил благосклонно встреченную критиками комедию «В погоне за Эми», завершающий фильм «Джерсийской трилогии», о молодом человеке (Бен Аффлек), влюбившемся в лесбиянку (Джоей Лорен Адамс). Во время съёмок «В погоне за Эми» Смит встречался с сыгравшей главную роль Джоей Лорен Адамс. Год спустя Смит познакомился с журналисткой газеты «USA Today» Дженнифер Швальбах, которая брала у него интервью. Позднее они поженились.
В 1999 году был выпущен самый известный фильм Кевина Смита — «Догма». «Догма» была задумана ещё до «Клерков», но съёмки фильма были отложены, и начались, только когда у Смита появилось достаточно средств, чтобы воплотить все свои замыслы. В центре картины находится потерявшая веру католичка (Линда Фиорентино), которая была избрана свыше, чтобы помешать двум оступившимся ангелам (Бен Аффлек и Мэтт Деймон) вернуться в рай, воспользовавшись «дырой» в католическом догмате. Поскольку Бог ещё раньше навсегда запретил ангелам возвращаться в рай, ангелы получили возможность доказать, что Бог может ошибаться, тем самым создав неразрешимое противоречие, которое приведёт к концу света. Несмотря на то, что сам Смит был католиком, ряд религиозных групп обвинили фильм в антикатолицизме и богохульстве и организовывали акции протеста, причём не только на премьере, но даже когда фильм ещё не был снят до конца, а сам Смит получал угрозы. При бюджете в 10 млн долларов сборы только в США превысили 30 млн.
Смит в основном работает с одними и теми же актёрами. Большинство снималось более чем в одной картине, а некоторые стали известными именно после ролей в фильмах Смита. Среди них Джейсон Ли, Бен Аффлек, Джой Лорен Адамс, Джейсон Мьюз, Мэтт Деймон, Брайан О’Хэллоран и Джефф Андерсон. Практически во всех фильмах снимаются сам Смит и Скотт Мосье.

### Последующие фильмы
В 2001 году Смит выпустил, по его словам, последний фильм с участием Джея и Молчаливого Боба — «Джей и Молчаливый Боб наносят ответный удар». По сценарию Джей и Молчаливый Боб совершают путешествие в Голливуд, чтобы не допустить экранизацию комикса «Пыхарь и Хроник» (в оригинале — «Bluntman and Chronic»), в основе которого лежала жизнь самих Джея и Молчаливого Боба. В главных и (в основном) эпизодических ролях было занято огромное количество звёзд, в том числе Шэннон Элизабет, Уилл Феррелл, Шон Уильям Скотт, Гас Ван Сент, Крис Рок, Уэс Крэйвен, Шеннон Доэрти, Аланис Мориссетт, Марк Хэмилл, Кэрри Фишер, Джейсон Биггс и Джеймс Ван Дер Бик. Смита обвиняли в том, что в фильме было чересчур много шуток в адрес гомосексуалов. Чтобы опровергнуть обвинения, Смит внёс пожертвование в Фонд Мэтью Шепарда. Новая картина собрала 30 млн долларов в прокате в Штатах и ещё 36 млн в видеопрокате.
Следующим фильмом Смита стала «Девушка из Джерси» (2004 год) о мужчине (его играет Бен Аффлек), воспитывающем дочь после смерти жены (Дженнифер Лопес). Второй подряд фильм, в котором главные роли исполнили встречавшиеся в то время Аффлек и Лопес (после совсем провального «Джильи»), сильно отличался от предыдущих картин Смита и был в целом прохладно встречен критикой и поклонниками
В 2006 году на экраны вышел сиквел дебютного фильма Смита — «Клерки 2», в котором рассказывается о главных героях первого фильма десять лет спустя, и в котором вновь появляются Джей и Молчаливый Боб. На своих встречах со студентами («Вечера с Кевином Смитом») Смит заявил, что это последнее появление Джея и Молчаливого Боба в кино, поскольку он слишком стар и толст для этого.

### Фильмы после вселенной View Askew
Первый фильм после завершения вселенной был «Зак и Мири снимают порно». Это обычная любовная комедия Кевина Смита. Сценарий фильма был написан специально для Розарии Доусон и Сета Рогена, но первая отказалась и ее заменила Элизабет Бэнкс. Когда картина вышла в 2008 году ее приняли средне и критики, и зрители.
В 2010 вышел, пока что, пожалуй, самый «голливудский» фильм. Это комедия «Двойной КОПец» с Брюсом Уиллисом и Трэйси Морганом. Фильм повествует о двух полицейских, которых на время отстранили от работы. В самом начале у героя Брюса Уиллиса украли его бейсбольную карточку, продав которую он хотел оплатить свадьбу дочери. Фильм наполнен множеством шуток ниже пояса. Кевин Смит говорил, что съёмки были очень тяжелыми в основном из-за Брюса Уиллиса, у которого было своё мнение на каждую сцену.
В 2011 году вышел фильм «Красный штат». Фильм повествует о детях, которые попали в лапы кровожадных религиозных фанатиков и пытаются выбраться. Главную роль играет Майкл Паркс — любимый актёр Кевина Смита. Кевин Смит решился на такой фильм после документального фильма его друга про Баптистскую церковь.
В 2014 Кевин Смит решил запустить новую трилогию дешёвых канадских ужастиков. Первым фильмом был «Бивень». В фильм был приглашен Джонни Депп, Также там снимались: Майкл Паркс, Джастин Лонг и дочки Кевина и Деппа. Фильм был принят плохо, но Кевин Смит не унывал и уже в 2015 вышел фильм «Йоганутые», который был принят так же плохо. Смит решил не делать заключительный фильм трилогии.

### Возвращение View Askewniverse
Ещё в 2013 году Кевин Смит начал писать сценарий третьих «Клерков», но съёмку не начал из-за своей трилогии канадских ужасов. В 2015 году после полного провала «Йоганутых» появились новости, что скоро начнутся съёмки новых «Клерков». В 2017 году появилась новость, что съёмки приостановлены и началась работа над перезагрузкой Джея и Молчаливого Боба, вышедшей в американский прокат 15 октября 2019 года. В январе 2021 года Смит дописал новый вариант сценария «Клерков 3», а в августе того же года начались съёмки.
В 2024 году на экраны выйдет фильм «Сеанс в 16:30». После этого должна начаться работа над картиной «Джей и Молчаливый Боб: Войны магазинов».

### Комиксы
Кевин Смит — большой поклонник комиксов, и он сам рисовал комиксы, в основном на сюжеты своих же фильмов с полюбившимися публике персонажами Вселенной View Askew. Несколько комиксов и показанный по телевидению шестисерийный мультфильм были посвящены персонажам «Клерков», также вышла мини-серия комиксов В погоне за догмой, в которых рассказывалось о Джее и Молчаливом Бобе между В погоне за Эми и Догмой. Смит говорил о том, что хотел бы нарисовать мини-серию комиксов о похождениях Бартлби и Локи (из Догмы) и комикс-сиквел к Лоботрясам.
Кроме того, Смит сотрудничал с компанией Marvel Comics. В 1999 г. он написал восемь выпусков комикса Сорвиголова (Daredevil).
В 1999 г. Смит стал лауреатом премии за достижения в области комиксов Харви в номинации «Прорыв года».
Смит владеет магазином комиксов «Секретный притон Джея и Молчаливого Боба».

### Участие в сторонних проектах в кино и на телевидении
Смит был одним из исполнительных продюсеров фильма «Умница Уилл Хантинг», где в главных ролях снялись его друзья Мэтт Деймон и Бен Аффлек. После того, как Деймон и Аффлек получили Оскара за лучший сценарий, некоторые предполагали, что Смит участвовал в создании сценария, однако он сам эти слухи отвергает.
Также Смит принимал участие в написании сценария фильма «Бар «Гадкий койот»». В окончательный сценарий фильма вошла одна фраза.
В отдельных эпизодах популярных американских и канадских сериалов Смит сыграл небольшие роли (в том числе самого себя).
Режиссёр 9-й серии 2-го сезона телесериала «Супергёрл» — «Супергёрл жива».
Режиссёр 7-й серии 3-го сезона телесериала «Флэш» — «Киллер Фрост».
В конце июля 2021 года на Netflix вышел мультсериал «Властелины вселенной: Откровение», который является продолжением мультсериала 1983 года «Хи-Мен и властелины вселенной». Кевин Смит выступил продюсером сиквела. После выхода первых пяти серий на Смита обрушились с критикой фанаты оригинального сериала. Оказывалось, что в новом мультсериале Хи-Мен погибает в первой серии, а на первый план выходит его спутница Тила и её подруга Андра. Слухи о том, что подобное может произойти, попадали ранее в прессу, однако Кевин Смит всегда отрицал их, успокаивая фанатов, что мультфильм будет про Хи-Мена. При этом в мире Хи-Мена и так существует его женская версия, это принцесса Ши-Ра и ранее Netflix уже делали сериал про неё. Несмотря на недовольство фанатов, «Откровение» высоко оценили критики.

## Общение с фанатами
Кевин Смит известен своим общением с фанатами.
На своём сайте viewaskew.com он помещает информацию о своих фильмах и часто общается с поклонниками.
С 1998 года он проводит собственный кинофестиваль Vulgarthon в Ред-Банк, Нью-Джерси (только в 2005 г. он прошёл в Лос-Анджелесе), где посетители могут не только посмотреть фильмы, но и пообщаться с актёрами и членами съёмочной группы.
Так, гостями фестиваля были в разное время снимавшиеся в фильмах Смита Бен Аффлек, Джейсон Мьюз, Брайан О'Халлоран, Джейсон Ли и жена Смита Дженнифер Швальбах.
Смит неоднократно выступал в различных колледжах. Некоторые выступления в жанре «вопрос-ответ» были изданы на DVD под названием An Evening with Kevin Smith (Вечер с Кевином Смитом).
В 2006 г. Кевин Смит издал свою первую книгу воспоминаний под названием Silent Bob Speaks.

## Факты
- Кевин Смит назвал свою дочь Харли Квинн в честь суперзлодейки из комиксов о Бэтмене[26].
- Кевин является большим поклонником хоккейной команды из его родного штата — «Нью-Джерси Девилз». В фильмах не раз можно заметить героев, ходящих в игровых свитерах этой команды.
- Кевин Смит «принимал участие» в бойкоте собственного фильма «Догма», устроенном религиозной общественностью. Стоял в толпе и держал протестный плакат «Dogma is Dogshit». Он даже дал интервью телевидению под именем своего друга Брайана Джонсона[27][28].
- В 20-м эпизоде 8-го сезона ситкома «Теория большого взрыва» («Реализация фортификации») по сценарию героиня сериала Пенни участвует в подкасте Уилла Уитона, где специальный гость Кевин Смит приглашает Пенни на роль в новом фильме «Клерки-3».

## Фильмография
| Год        |    | Русское название                                  | Оригинальное название                          | Режиссёр | Сценарист | Исполнительный продюсер | Роль                                                                        |
| ---------- | -- | ------------------------------------------------- | ---------------------------------------------- | -------- | --------- | ----------------------- | --------------------------------------------------------------------------- |
| 1994       | ф  | Клерки                                            | Clerks                                         | Да       | Да        |                         | Молчаливый Боб                                                              |
| 1995       | ф  | Лоботрясы                                         | Mallrats                                       | Да       | Да        |                         | Молчаливый Боб                                                              |
| 1996       | ф  | Рисуя полёты                                      | Drawing Flies                                  |          |           | Да                      | Молчаливый Боб / играет себя                                                |
| 1997       | ф  | В погоне за Эми                                   | Chasing Amy                                    | Да       | Да        |                         | Молчаливый Боб                                                              |
| 1997       | ф  | Место под солнцем                                 | A Better Place                                 |          |           | Да                      |                                                                             |
| 1997       | ф  | Умница Уилл Хантинг                               | Good Will Hunting                              |          |           | Да                      |                                                                             |
| 1998       | мс | Космический призрак                               | Space Ghost Coast to Coast                     |          |           |                         | играет себя                                                                 |
| 1999       | ф  | Большая гелиевая собака                           | Big Helium Dog                                 |          |           | Да                      | режиссёр                                                                    |
| 1999       | ф  | Догма                                             | Dogma                                          | Да       | Да        |                         | Молчаливый Боб                                                              |
| 1999       | ф  | Заметая следы                                     | Tail Lights Fade                               |          |           | Да                      |                                                                             |
| 2000       | ф  | Крик 3                                            | Scream 3                                       |          |           |                         | Молчаливый Боб                                                              |
| 2000       | ф  | Похабник                                          | Vulgar                                         |          |           | Да                      | Мартан Ингрэм                                                               |
| 2000       | с  | Закон и порядок                                   | Law & Order                                    |          |           |                         | племянник жены Тони (серия «Black, White and Blue»)                         |
| 2000—2001  | мс | Клерки                                            | Clerks: The Animated Series                    |          |           |                         | различные персонажи                                                         |
| 2001       | ф  | Джей и Молчаливый Боб наносят ответный удар       | Jay and Silent Bob Strike Back                 | Да       | Да        |                         | Молчаливый Боб                                                              |
| 2002       | ф  | Теперь ты знаешь                                  | Now You Know                                   |          |           |                         | женатый парень                                                              |
| 2003       | ф  | Сорвиголова                                       | Daredevil                                      |          |           |                         | Джек Кирби                                                                  |
| 2003       | мс | Дак Доджерс                                       | Duck Dodgers                                   |          |           |                         | Хэл Джордан                                                                 |
| 2004       | ф  | Девушка из Джерси                                 | Jersey Girl                                    | Да       | Да        |                         |                                                                             |
| 2004       | с  | Да, дорогая!                                      | Yes, Dear                                      |          |           |                         | Молчаливый Боб / играет себя                                                |
| 2005       | ф  | Катушечный рай                                    | Reel Paradise                                  |          |           | Да                      |                                                                             |
| 2005       | с  | Вероника Марс                                     | Veronica Mars                                  |          |           |                         | Дуэйн Андерс (серия «Driver Ed»)                                            |
| 2005       | с  | Джоуи                                             | Joey                                           |          |           |                         | играет себя (серия «Joey and the Big Break: Part 2»)                        |
| 2005—2006  | с  | Деграсси: Следующее поколение                     | Degrassi: The Next Generation                  |          |           |                         | Молчаливый Боб / играет себя                                                |
| 2006       | ф  | Клерки 2                                          | Clerks II                                      | Да       | Да        |                         | Молчаливый Боб                                                              |
| 2006       | ф  | Гей-бар в маленьком городке                       | Small Town Gay Bar                             |          |           | Да                      |                                                                             |
| 2006       | мф | Волшебное приключение                             | The Magic Roundabout                           |          |           |                         | Лось                                                                        |
| 2006       | ф  | Стильные штучки                                   | Bottoms Up                                     |          |           |                         | Расти #2                                                                    |
| 2006       | ф  | Сказки Юга                                        | Southland Tales                                |          |           |                         | Саймон Теори                                                                |
| 2006       | ф  | Кошки-мышки                                       | Catch and Release                              |          |           |                         | Сэм                                                                         |
| 2007       | мф | Супермен: Судный день                             | Superman: Doomsday                             |          |           |                         | Сварливый человек                                                           |
| 2007       | мф | Черепашки-ниндзя                                  | TMNT                                           |          |           |                         | повар в кафе                                                                |
| 2007       | ф  | Крепкий орешек 4.0                                | Live Free or Die Hard                          |          |           |                         | Фредерик «Колдун» Калудис                                                   |
| 2007       | с  | Жнец                                              | Reaper                                         |          |           |                         | еврейский парень (серия «Pilot»)                                            |
| 2008       | ф  | Зак и Мири снимают порно                          | Zack and Miri Make a Porno                     | Да       | Да        |                         |                                                                             |
| 2009       | ф  | Фанаты                                            | Fanboys                                        |          |           |                         | парень на заправке                                                          |
| 2009       | с  | Девушки с улицы Деграсси едут в Голливуд          | Degrassi Goes Hollywood                        |          |           |                         | играет себя                                                                 |
| 2010       | ф  | Двойной КОПец                                     | Cop Out                                        | Да       |           |                         |                                                                             |
| 2010       | ф  | Медвежья нация                                    | Bear Nation                                    |          |           | Да                      |                                                                             |
| 2010       | ф  | 4.3.2.1                                           | 4.3.2.1                                        |          |           |                         | Большой Ларри                                                               |
| 2010       | мс | Финес и Ферб                                      | Phineas and Ferb                               |          |           |                         | Клайв Эддисон (серия «Nerds of a Feather»)                                  |
| 2011       | ф  | Красный штат                                      | Red State                                      | Да       | Да        |                         | заключённый                                                                 |
| 2012       | ф  | Если хочешь хорошо провести время, звони…         | For a Good Time, Call…                         |          |           |                         | Кэбби                                                                       |
| 2013       | мф | Супер-пупер мультфильм от Джея и Молчаливого Боба | Jay & Silent Bob’s Super Groovy Cartoon Movie! |          |           |                         | Молчаливый Боб / играет себя                                                |
| 2013—2014  | с  | Проект Минди                                      | The Mindy Project                              |          |           |                         | играет себя                                                                 |
| 2014       | ф  | Бивень                                            | Tusk                                           | Да       | Да        |                         |                                                                             |
| 2015       | мф | Скуби-Ду и KISS: Тайна рок-н-ролла                | Scooby-Doo! and Kiss: Rock and Roll Mystery    |          |           |                         | рабочий #2                                                                  |
| 2015       | ф  | Звёздные войны: Пробуждение силы                  | Star Wars: The Force Awakens                   |          |           |                         | штурмовик                                                                   |
| 2015, 2019 | с  | Теория Большого взрыва                            | The Big Bang Theory                            |          |           |                         | играет себя (серии «The Fortification Implementation» и «The D & D Vortex») |
| 2016       | ф  | Чёрные праздники                                  | Holidays (сегмент «Хэллоуин»)                  | Да       | Да        |                         |                                                                             |
| 2016       | ф  | Йоганутые                                         | Yoga Hosers                                    | Да       | Да        |                         | сосинаци                                                                    |
| 2017       | мф | Юные Титаны: Контракт Иуды                        | Teen Titans: The Judas Contract                |          |           |                         | играет себя                                                                 |
| 2017       | ф  | Горе-творец                                       | The Disaster Artist                            |          |           |                         | играет себя                                                                 |
| 2017       | мс | Банникула. Кролик-вампир                          | Bunnicula                                      |          |           |                         | инопланетянин #2                                                            |
| 2017       | с  | Просто нет слов                                   | Speechless                                     |          |           |                         | играет себя                                                                 |
| 2018       | с  | Флэш                                              | The Flash                                      |          |           |                         | Охранник Боб (серия «Null and Annoyed»)                                     |
| 2019       | ф  | Джей в Голливуде                                  | Madness in the Method                          |          |           |                         | играет себя                                                                 |
| 2019       | ф  | Звёздные войны: Скайуокер. Восход                 | Star Wars: The Rise of Skywalker               |          |           |                         | командир                                                                    |
| 2019       | ф  | Джей и Молчаливый Боб: Перезагрузка               | Jay and Silent Bob Reboot                      | Да       | Да        |                         | Молчаливый Боб / играет себя                                                |
| 2020       | мс | Симпсоны                                          | The Simpsons                                   |          |           |                         | играет себя (серия «Highway to Well»)                                       |
| 2021       | ф  | Властелины вселенной: Откровение                  | Masters of the Universe: Revelation            |          |           | Да                      |                                                                             |
| 2022       | ф  | Здесь был Киллрой                                 | Killroy Was Here                               | Да       | Да        |                         |                                                                             |
| 2022       | ф  | Клерки 3                                          | Clerks III                                     | Да       | Да        |                         | Молчаливый Боб                                                              |
| 2024       | ф  | Сеанс в 16:30                                     | The 4:30 Movie                                 | Да       | Да        |                         |                                                                             |
| TBA        | ф  | Джей и Молчаливый Боб: Войны магазинов            | Jay and Silent Bob: Store Wars                 | Да       | Да        |                         | Молчаливый Боб                                                              |